# Apeadeiro de Escapães
O Apeadeiro de Escapães é uma gare da Linha do Vouga, que serve a localidade de Escapães, no Distrito de Aveiro, em Portugal.

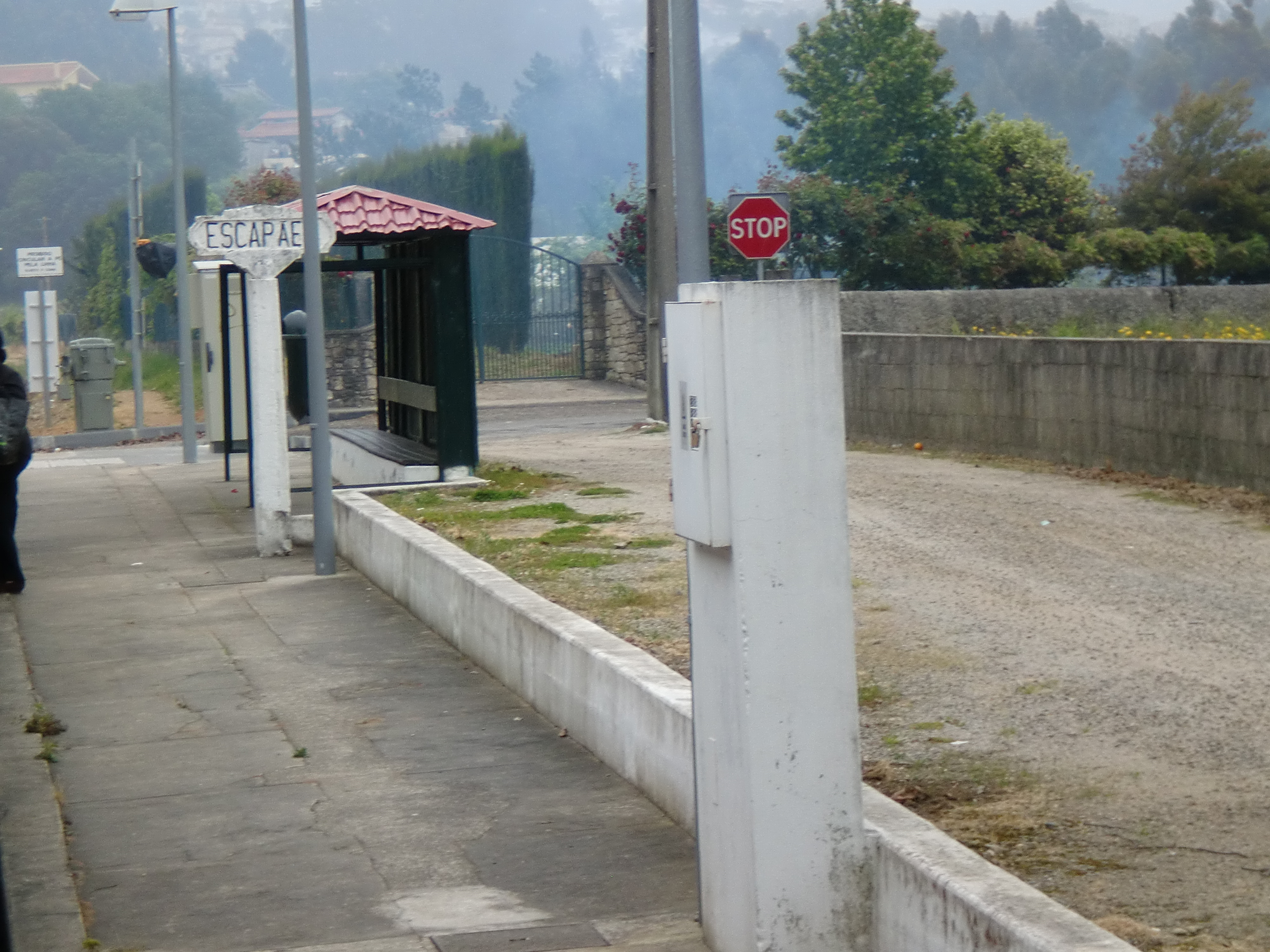
O apeadeiro de Escapães, em 2010.

## Descrição

### Infraestrutura
O edifício de passageiros situa-se do lado norte da via (lado esquerdo do sentido ascendente, para Viseu).

### Serviços
Em dados de 2022, esta interface é servida por comboios de passageiros da C.P. de tipo regional, com oito circulações diárias em cada sentido, entre Espinho-Vouga e Oliveira de Azeméis.

## História
Este apeadeiro encontra-se no troço entre as Estações de Espinho e Oliveira de Azeméis, que foi inaugurado no dia 21 de Dezembro de 1908. Não consta ainda dos horários da Linha do Vouga em 1913, tendo sido criado posteriormente.